# La viuda joven
La viuda joven é uma telenovela venezuelana produzida por Sandra Riobóo para a Venevisión, cuja exibição original aconteceu de 16 de março a 7 de setembro de 2011. totalizando 142 episódios.
Criada por Martín Hahn, a trama da produção é inspirada na vida da baronesa Carmen Cervera, especialmente na suspeita de seu envolvimento na morte de seus ex-maridos. Mariángel Ruiz e Luis Gerónimo Abreu interpretam os protagonistas da trama, enquanto Luciano D'Alessandro, Juan Carlos García e Verónica Schneider completam o elenco principal.
A exibição do capítulo final na Venezuela, em 7 de setembro de 2011, bateu recorde de audiência para a Venevisión, alcançando 80% de share. Esse foi o maior índice de audiência para uma telenovela no país desde a época da rivalidade entre RCTV e Venevisión. Devido a esses números, La Viuda Joven foi transmitida em diversos países, como Argentina, Canadá, Equador, Espanha, Estados Unidos, México e Peru.